# Гласс, Кимберли
Кимберли (Ким) Мари Гласс (англ. Kimberly Marie Glass; род. 18 августа 1984, Лос-Анджелес, штат Калифорния, США) ― американская волейболистка, нападающая-доигровщица. Серебряный призёр Олимпийских игр 2008.

## Биография
Родилась в Лос-Анджелесе, в семье Шермана Гласса и Кэтрин Стормс. У неё есть два брата и две сестры. В детстве с семьёй переехала в Ланкастер (штат Пенсильвания). Училась в средней школе «Конестога Вэлли», где начала заниматься волейболом. Со школьной командой трижды побеждала в чемпионатах штата, а в 2001 названа волейболисткой года в Пенсильвании. В том же году была включена в состав молодёжной сборной США, в составе которой приняла участие в молодёжном чемпионате мира. В 2002 году поступила в Аризонский университет, с волейбольной командой которого «Аризона Уайлдкэтс» участвовала в чемпионатах Национальной ассоциации студенческого спорта (англ. National Collegiate Athletic Association, сокр. NCAA) (лучший результат — 5-е места в 2003 и 2005 годах). 
В январе 2006 подписала свой первый профессиональный контракт, присоединившись к команде серии А1 чемпионата Италии «Сантерамо». С 2006 выступала в Пуэрто-Рико, Турции, России, Чехии, Азербайджане, Китае и Бразилии. В составе азербайджанской «Рабиты» дважды становилась чемпионкой Азербайджана, в 2011 побеждала в клубном чемпионате мира и выигрывала «серебро» Лиги чемпионов ЕКВ. В составе российского «Университета-Белогорье» — обладатель Кубка России 2008. Выступая за чешский «Простеёв» выигрывала чемпионат и Кубок Чехии. Победитель клубного чемпионата Азии 2013 в составе китайского ВК «Гуандун Эвергрэнд». В 2014 году, после сезона в Бразилии, завершила игровую карьеру. 
В 2007—2011 выступала за национальную сборную США, в составе которой в 2008 году выиграла «серебро» Олимпийских игр, становилась победителем и призёром других международных соревнований мирового и континентального уровня.
В 2011 году Гласс снялась в фотосессии для журнала Sports Illustrated Swimsuit Issue.

### Клубная карьера
- 2002—2005 —  «Аризона Уайлдкэтс» (Тусон);
- 2006 —  «Сантерамо» (Сантерамо-ин-Колле);
- 2006—2007 —  «Пинкин де Коросаль» (Коросаль);
- 2007—2008 —  «Фенербахче» (Стамбул);
- 2008—2009 —  «Университет-Белогорье» (Белгород);
- 2009—2010 —  «Простеёв» (Простеёв);
- 2010—2012 —  «Рабита» (Баку).
- 2012—2013 —  «Гуандун Эвергрэнд» (Шэньчжэнь);
- 2013—2014 —  «Прая Клубе» (Уберландия).

## Достижения

### Со сборными США
- серебряный призёр Олимпийских игр 2008.
- бронзовый призёр Кубка мира 2007.
- чемпионка Мирового Гран-при 2011.
- чемпионка NORCECA 2011.
- бронзовый призёр Панамериканского Кубка 2011.

### С клубами
- серебряный призёр чемпионата Турции 2008.
- победитель розыгрыша Кубка России 2008.
- чемпионка Чехии 2010.
- победитель розыгрыша Кубка Чехии 2010.
- двукратная чемпионка Азербайджана — 2011, 2012.
- серебряный призёр чемпионата Китая 2013.

- победитель клубного чемпионата мира 2011.
- серебряный призёр Лиги чемпионов ЕКВ 2011.
- победитель клубного чемпионата Азии 2013.

### Индивидуальные
- 2005: лучшая нападающая-доигровщица (одна из двух) чемпионата NCAA.
- 2008: MVP Кубка России.